# Antwerpen is 't stad en de rest is parking
Antwerpen is 't stad en de rest is parking is een veelgebruikte uitdrukking in de Belgische stad Antwerpen.

## Geschiedenis
De uitspraak zou volgens historicus en Antwerps burgemeester Bart De Wever pas in de 21ste eeuw ontstaan zijn. Mogelijk is de uitspraak gebaseerd op een gelijkaardige uitspraak uit Ponce, een stad in Puerto Rico. Hier heeft een voormalige burgemeester, Rafael Cordero Santiago, ooit Ponce es Ponce y lo demas es parking (Nederlands: Ponce is Ponce en de rest is parking) gezegd. De oudste bekende verwijzing naar de Antwerpse versie van de uitspraak stamt uit 2008, toen een Facebookgroep genaamd Antwerpen is 't stad en al de rest is parking werd opgericht.
Andere bronnen situeren het ontstaan van de uitspraak in de jaren 1970 of '80. De stad onderging in die periode een aantal ontwikkelingen die het stadsbeeld veranderden, en deze vormen mogelijk de oorsprong van de uitspraak.
De uitspraak vertoont gelijkenissen met oudere Antwerpse spreekwoorden, zoals Uit gouden korenaren schiep God de Antwerpenaren, uit het restant de rest van 't land.

## Betekenis
In de rest van België worden Antwerpenaren vaak als arrogant bestempeld. Een superioriteitsgevoel tegenover niet-Antwerpenaren heerst sinds de zestiende eeuw, de zogenaamde Gouden Eeuw van Antwerpen, in de stad. Uitspraken als deze zijn hiervan een uiting. 
Tegenwoordig wordt de uitspraak ook gebruikt om het falende parkeerbeleid in Antwerpen te benadrukken.

## Media
In 2019 verscheen het boek De rest is parking van Joost Houtman en Bart De Clerck over het Antwerpse chauvinisme. In het boek trachtten ze onder meer de oorsprong van de uitspraak te achterhalen, maar ze slagen hier niet in.